# Hicham III
Pour les articles homonymes, voir Hicham.
Hichâm ben Muhammad ou Hicham III, né en 975 à Cordoue et mort en décembre 1036 à Balaguer, est le dernier calife omeyyade de Cordoue de 1027 à 1031.

## Biographie
Hicham naît en 975. En tant que frère d’Abd al-Rahman IV, il est désigné comme calife après de longues discussions entre les gouverneurs des régions frontalières et la population de Cordoue en juin 1027 pour succéder à l'hammudite Yahyâ al-Mu`talî qui continue cependant de gouverner à Algésiras et à Malaga.
Il prend le titre d'Al-Mu`ttad bi-llah. Il ne peut cependant pas rentrer à Cordoue avant décembre 1029 car la ville est occupée par les armées des Hammudites.
Il essaye de renforcer son royaume. L’augmentation des impôts (entre autres pour les mosquées) provoque l’opposition violente des oulémas. Après l’assassinat de son vizir par un complot de notables cordouans, Hicham III est déposé en 1031. Il réussit à s’évader et se réfugie en exil près de Lérida, à Balaguer, où il meurt en 1036, sous la protection des Houdides.
L’année 1031 marque la fin du califat omeyyade de Cordoue et le début de l'époque des taïfas.